# Giuseppe Pièche
Giuseppe Pièche, italijanski general, * 1886, † 1977.
Med 23. februarjem in 22. julije 1943 je bil namestnik poveljujočega generala Korpusa karabinjerjev ter med letoma 1943 in 1944 je bil poveljujoči general Korpusa karabinjerjev.